# Jeanette Møller

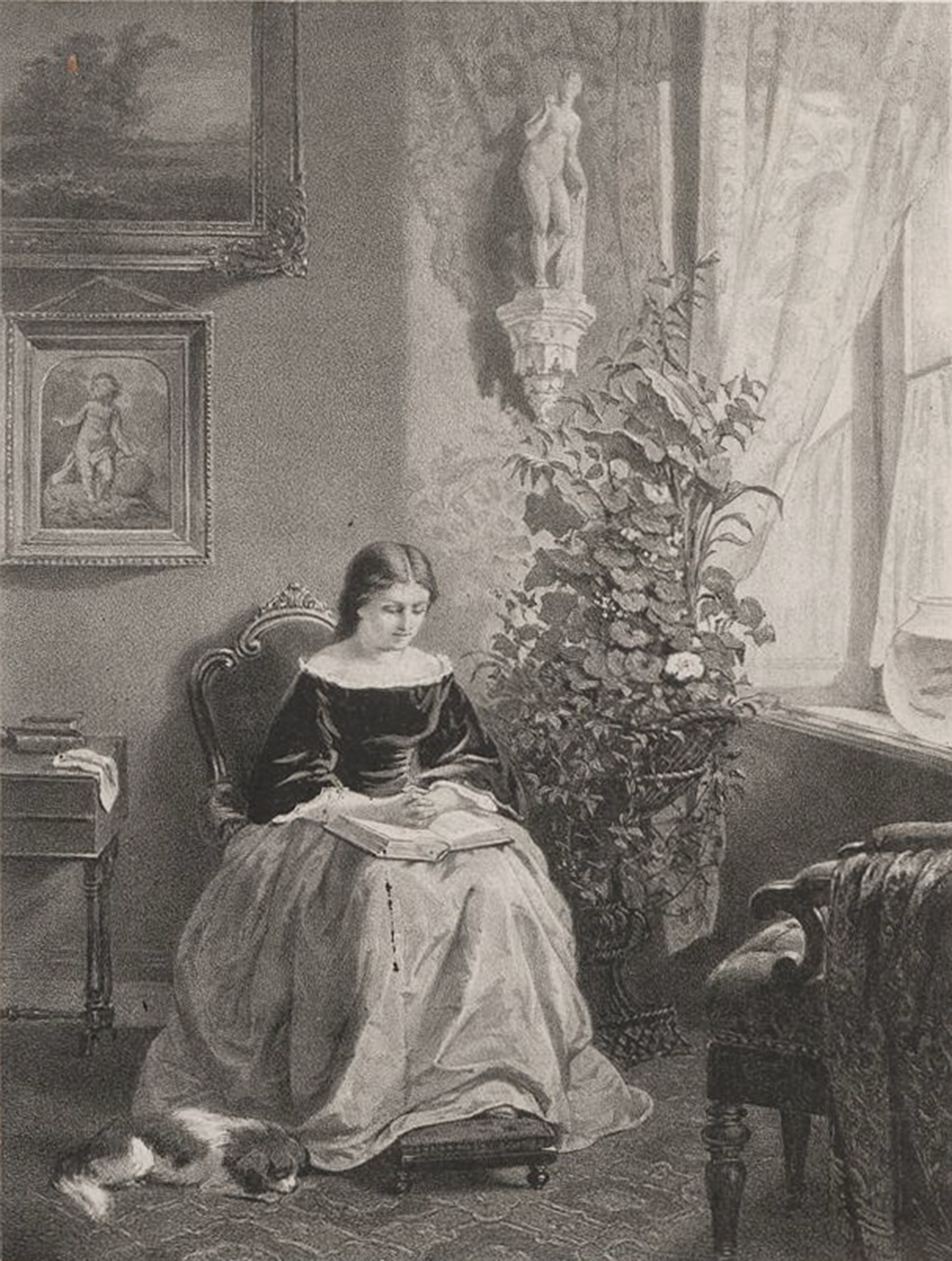
In stiller Betrachtung, gemalt von Frau Niels Möller (Lithografie Moritz Ulffers), Deutsches Künstler-Album mit Beiträgen lebender Künstler und Dichter, Düsseldorf 1873

Johanna Desideria „Jeanette“ Møller, auch Möller, bis 1860 Jeanette Holmlund (* 5. Januar 1825 in Stockholm, Schweden; † 25. März 1872 in Düsseldorf), war eine schwedische Historien-, Porträt- und Genremalerin der Düsseldorfer Schule.

## Leben
Jeanette Holmlund, eine Tochter des Großhändlers Nils Holmlund und seiner Frau Johanna Helena Torsslow, war neben Amalia Lindegren, Agnes Börjesson und Lea Ahlborn eine von vier Studentinnen, die 1849, zu einer Zeit, in der Frauen die Aufnahme in Akademien grundsätzlich verwehrt war, ausnahmsweise an der Königlichen Kunstakademie Stockholm zugelassen wurden. Nachdem sie ab 1849 an der Akademie eine Weile studiert hatte, ging sie 1851 nach Paris. Dort traf sie auf den Schweizer Genremaler Benjamin Vautier, der ihr Lehrer wurde und dem sie 1858 nach Düsseldorf folgte.
Im Milieu der Maler Düsseldorfs, zu dem eine Kolonie skandinavischer Künstler gehörte, lernte sie den norwegischen Maler Niels Bjørnsen Møller kennen, den sie 1860 heiratete. Das Paar bekam mehrere Kinder, darunter den 1861 in Düsseldorf geborenen Sohn Björn, der von 1879 bis 1885/1886 an der Kunstakademie Düsseldorf studierte, dort schließlich unter Eugen Dücker ein Landschaftsmaler wurde und 1887 auf einer Ausstellung des Kunstvereins für die Rheinlande und Westfalen debütierte, sowie die 1870 geborene Tochter Johanna, die 1895 den schwedischen Ökonomen Gustav Cassel heiratete.
1861 wurde Jeanette Møller assoziiertes Mitglied der Königlichen Kunstakademie in Stockholm. In Stockholm betrieb sie zeitweise ein Atelier zur Ausbildung von Kunststudentinnen. 1872 starb sie in Düsseldorf.
Jeanettes Schwester Josefina Holmlund war Landschaftsmalerin, wohnte nach der Heirat ihrer Schwester bei dieser in Düsseldorf und schloss sich unter dem Einfluss deren Mannes an die Auffassung von Hans Fredrik Gude an.
Holmlund-Möller beschickte 1853 bis 1868 die Stockholmer Akademie-Ausstellungen sowie Ausstellungen in Norrköping (1862) und Gävle (1862, 1863) mit Landschaften und Bildnissen.

## Werke (Auswahl)
- Vy i skärgarden, 1853

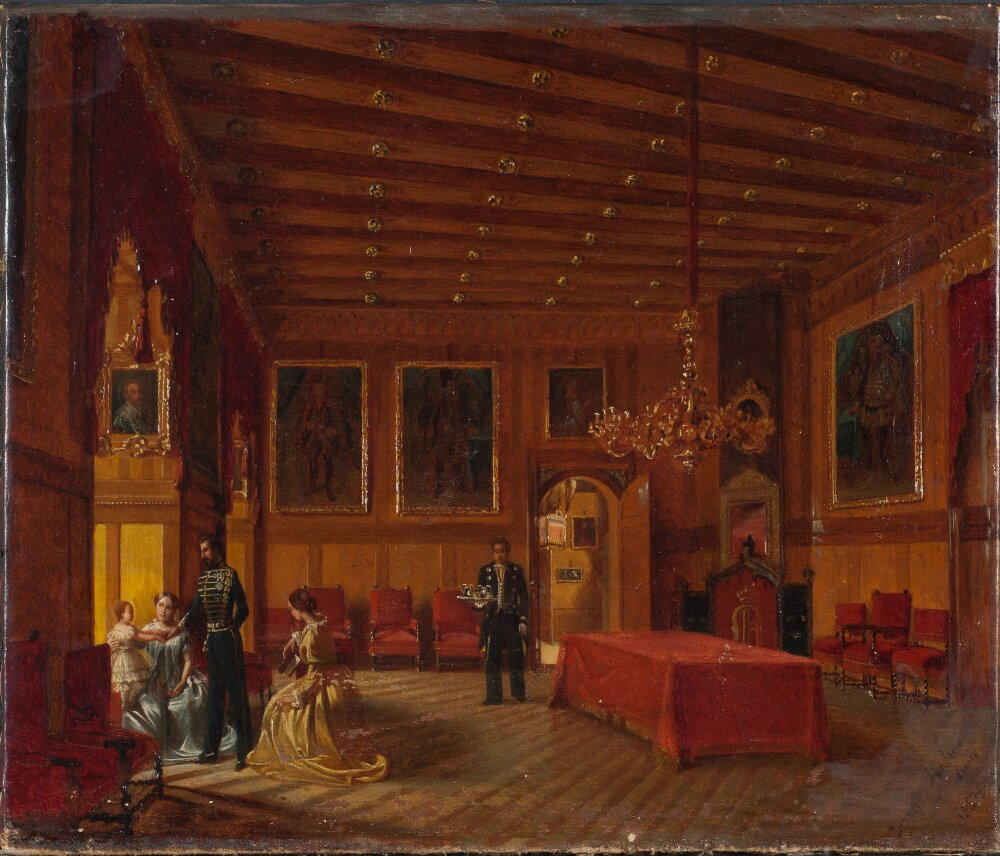
Schloss Gripsholm, königlicher Audienzraum mit Porträts des späteren Königs Karl XV., seiner Gemahlin Luise und deren Tochter Louise, 1854, Schwedisches Nationalmuseum

- Gripsholms slott, interiör Konungens audiens med porträtt av Karl XV hans gemål Lovisa samt deras dotter Lovisa (Schloss Gripsholm, königlicher Audienzraum mit Porträts des späteren Königs Karl XV., seiner Gemahlin Luise und deren Tochter Louise), 1854, Schwedisches Nationalmuseum
- Drottning Kristina und Axel Oxenstierna (Königin Christina und Axel Oxenstierna), 1858, Schwedisches Nationalmuseum
- Die Belehrung; ausgestellt: Berlin, Akademische Kunstausstellung 1864 (Boetticher, Nr. 1))
- Ein Trio; ausgestellt: Paris, Kunstausstellung der Weltausstellung 1867 (Boetticher, Nr. 2)
- Rjukan, Norwegen 1897, Öl auf Leinwand, 135,5 × 101 cm
- Shakespeare i sin studerkammare (Shakespeare in seiner Studierstube)
- Läsande munk (Lesender Mönch)
- Sömmerska insomnad vid sitt arbete (Näherin, bei ihrer Arbeit schlafend)
- Meditation
- Flicka som matar höns (Mädchen, Hühner fütternd)